# Liste der Straßen und Plätze von Maribor 1904
Die folgende Auflistung enthält die Straßen-, Brücken- und Platznamen in Marburg an der Drau (heute Maribor) im Jahr 1904 auf Grundlage des nachstehenden Stadtplans von 1904 (Ausgabe 1910).
Folgende Quellen wurden berücksichtigt – außer den in der Tabelle und in den verlinkten Artikeln genannten Fundstellen.
- Ernst Engelhart. Plan von Marburg 1904/1910[1]
- Magistrat Marburg, Inner-Österreich, Marburger Kreis, Vermessungskarte 1824[2]
- Marburg a.d. Drau. Stadtplan und Strassenverzeichnis. 1942[3]
- Sašo Radovanovič. Mariborske ulice nekoč in danes. 2015[4]
- Review for history and ethnography, Universität Maribor. 2005[5]
- Stadtplan Maribor auf Geopedia, Stand Dezember 2023[6]
- Stadtplan Maribor auf Google, Stand Dezember 2023[7]

## Einführung
Marburg an der Drau war Anfang des 20. Jahrhunderts deutlich kleiner als die heutige Stadtgemeinde Maribor. Sie war in fünf Stadtbezirke unterteilt:
I.   Bezirk Stadt (entspricht in etwa dem heutigen Zentrum im südwestlichen Teil des Stadtbezirks Center)
II.  Bezirk Grazer-Vorstadt (in etwa südwestlicher Teil des Stadtbezirks Ivan Cankar)
III. Bezirk Melling (in etwa westlicher Teil des Stadtteils Melje im Stadtbezirk Center)
IV. Bezirk Kärntner-Vorstadt (in etwa südöstlicher Teil  des Stadtbezirks Koroška vrata)
V.  Bezirk Magdalenen-Vorstadt (in etwa nördlicher Teil des Stadtbezirks Magdalena)
In der nachstehenden Liste sind die offiziellen Straßennamen aus der Zeit der K & k Monarchie (1904), der deutschen Besatzung während des Zweiten Weltkriegs (1942) sowie die heutigen Straßennamen (Stand Dezember 2023) angegeben. In den verlinkten Artikeln sind weitere Namen und Quellen der besprochenen Straßen angegeben, und zwar aus den Zeitperioden vor 1900, von 1919 bis 1941 als Teil des Königreichs Jugoslawien und von 1945 bis 1991 (Maribor als Teil der SFR Jugoslawien).

## Namen und Lage von Straßen, Brücken, Plätzen in Maribor
| Heutige Bezeichnung                 | Bezeichnung 1904         | Bezeichnung 1942         | Stadtbezirk                    | Anmerkungen |
| ----------------------------------- | ------------------------ | ------------------------ | ------------------------------ | ----------- |
| Židovska ulica                      | Allerheiligen-Gasse      | Allerheiligengasse       | Center                         | Quelle      |
| Poljančeva ulica                    | Anton-Gasse              | Franz-Zweifler-Gasse     | Koroška vrata                  | Quelle      |
| Kosarjeva ulica                     | Anzengruber-Gasse        | Anzengrubergasse         | Koroška vrata                  | Quelle      |
| Lekarniška ulica                    | Apotheker-Gasse          | Apothekergasse           | Center                         | Quelle      |
| Vilharjeva ulica                    | Arndt-Gasse              | Arndtgasse               | Koroška vrata                  | Quelle      |
| Verstovškova ulica                  | Arthur-Mally-Str. (Ost)  | Händelgasse              | Magdalena                      | Quelle      |
| Ulica Moše Pijada                   | Arthur-Mally-Str. (West) | Arthur-Mally-Straße      | Magdalena                      | Quelle      |
| Loška ulica                         | Au-Gasse                 | Augasse                  | Center                         | Quelle      |
| Ulica heroja Židanška               | Asyl-Gasse               | Bratschitschgasse        | Magdalena                      | Quelle      |
| Trg Leona Štuklja                   | Bad-Gasse                | Badgasse                 | Center                         | Quelle      |
| Ulica škofa Maksimilijana Držečnika | Bad-Gasse                | Badgasse                 | Center                         | Quelle      |
| Ulica slovenske osamosvojitve       | Bad-Gasse                | Badgasse                 | Center                         | Quelle      |
| Marčičeva ulica                     | Badl-Gasse               | Badlgasse                | Koroška vrata                  | Quelle      |
| Trg Borisa Kidriča                  | Bahnhof-Straße           | Bahnhofgasse             | Center                         | Quelle      |
| Raičeva ulica                       | Bancalari-Gasse          | Bancalarigasse           | Magdalena                      | Quelle      |
| Taborska ulica                      | Berg-Gasse               | Berggasse                | Magdalena                      | Quelle      |
| Maistrova ulica                     | Bismarck-Straße          | Bismarckstraße           | Center, Ivan Cankar            | Quelle      |
| Ulica heroja Šlandra                | Blumen-Gasse             | Blumengasse              | Center                         | Quelle      |
| Grajska ulica                       | Brandis-Gasse            | Brandisgasse             | Center                         | Quelle      |
| Volkmerjev prehod                   | Brunn-Gasse              | Brunngasse               | Center                         | Quelle      |
| Ruška cesta                         | Brunndorfer Straße       | Brunndorferstraße        | Magdalena                      | Quelle      |
| Mladinska ulica (Ost)               | Bürger-Straße            | Tauriskerstraße          | Center                         | Quelle      |
| Slovenska ulica                     | Burg-Gasse               | Burggasse                | Center                         | Quelle      |
| Grajski trg                         | Burgplatz                | Burgplatz                | Center                         | Quelle      |
| Aškerčeva ulica                     | Carneri-Straße           | Carneristraße            | Ivan Cankar                    | Quelle      |
| Poštna ulica                        | Dom-Gasse                | Domgasse                 | Center                         | Quelle      |
| Slomškov trg                        | Domplatz                 | Domplatz                 | Center                         | Quelle      |
| Splavarska brv                      | Drau-Brücke              |                          | Center, Magdalena              | Quelle      |
| Dravska ulica                       | Drau-Gasse               | Draugasse                | Center                         | Quelle      |
| Kočevarjeva ulica                   | Duchatsch-Gasse          | Duchatschgasse           | Koroška vrata                  | Quelle      |
| Razlagova ulica                     | Elisabeth-Straße         | Horst-Wessel-Straße      | Center                         | Quelle      |
| Železniški most                     | Eisenbahn-Brücke         |                          | Center, Magdalena              | Quelle      |
| Studenška brv                       | Eisensteg                | -                        | Koroška vrata, Studenci        | Quelle      |
| Ob železnici                        | Eisen-Straße             | Bahngasse                | Magdalena                      | Quelle      |
| Ulica Vita Kraigherja               | Fabrik-Gasse             | Hugo-Wolff-Gasse         | Center                         | Quelle      |
| Barvarska ulica                     | Färber-Gasse             | Färbergasse              | Center                         | Quelle      |
| Žolgarjeva ulica (West)             | Feld-Gasse               | Narvikstraße             | Magdalena                      | Quelle      |
| Ulica heroja Tomšiča                | Ferdinand-Straße         | Beethovenstraße          | Center                         | Quelle      |
| Ribiška ulica                       | Fischer-Gasse            | Fischergasse             | Koroška vrata                  | Quelle      |
| Mesarski prehod                     | Fleischer-Gasse          | Copettigasse             | Center                         | Quelle      |
| Splavarski prehod                   | Flösser-Gasse            | Flössergasse             | Center                         | Quelle      |
| Smoletova ulica                     | Forstner-Gasse           | Forstnergasse            | Magdalena                      | Quelle      |
| Gorkega ulica                       | Franz-Josef-Straße       | Hindenburgstraße         | Magdalena                      | Quelle      |
| Vegova ulica                        | Franz-Keil-Gasse         | Franz-Keil-Gasse         | Koroška vrata                  | Quelle      |
| Gospejna ulica                      | Frauen-Gasse             | Frauengasse              | Center                         | Quelle      |
| Ulica kneza Koclja (West)           | Freihaus-Gasse           | Nagystraße               | Center                         | Quelle      |
| Komenskega ulica                    | Fröbel-Gasse             | Fröbelgasse              | Magdalena                      | Quelle      |
| Kamniška ulica                      | Gamser Straße            | Gamserstraße             | Koroška vrata                  | Quelle      |
| Prežihova ulica                     | Garten-Gasse             | Schlagetergasse          | Koroška vrata                  | Quelle      |
| Plinariška ulica                    | Gaswerk-Straße           | Gaswerkstraße            | Center (Melje)                 | Quelle      |
| Ulica talcev                        | Gerichtshof-Gasse        | Gerichtshofgasse         | Center                         | Quelle      |
| Ghegova ulica                       | Ghega-Gasse              | Ghegagasse               | Magdalena                      | Quelle      |
| Prešernova ulica                    | Goethe-Gasse             | Goethestraße             | Center                         | Quelle      |
| Preradovičeva ulica                 | Gottschalk-Straße        | Gottschalkstraße         | Magdalena                      | Quelle      |
| Ob jarku                            | Graben-Gasse             | Am Stadtgraben           | Center                         | Quelle      |
| Šentiljska cesta                    | Grazer Straße            | Grazerstraße             | Ivan Cankar                    | Quelle      |
| Cafova ulica                        | Hamerling-Gasse          | Hamerlinggasse           | Ivan Cankar                    | Quelle      |
| Glavni trg                          | Hauptplatz               | Adolf-Hitler-Platz       | Center                         | Quelle      |
| Črtomirova ulica                    | Hermann-Gasse            | Hermanngasse             | Magdalena                      | Quelle      |
| Gosposka ulica                      | Herren-Gasse (Süd)       | Herrengasse              | Center                         | Quelle      |
| Tyrševa ulica                       | Herren-Gasse (Nord)      | Herrengasse              | Center                         | Quelle      |
| Strma ulica                         | Heu-Gasse                | Heugasse                 | Koroška vrata                  | Quelle      |
| Kersnikova ulica                    | Hilarius-Straße          | Norbert-Jahn-Gasse       | Ivan Cankar                    | Quelle      |
| Ribniška ulica                      | Hinter den 3 Teichen     | Hinter den 3 Teichen     | Ivan Cankar                    | Quelle      |
| Hermankova ulica                    | Hugo-Wolf-Gasse          | Keplergasse              | Koroška vrata                  | Quelle      |
| Hitra cesta H2                      | Humboldt-Gasse           | Humboldtgasse            | Center (Melje)                 | Quelle      |
| Ruška cesta                         | Joseph-Straße            | Josefstraße              | Magdalena                      | Quelle      |
| Koroška cesta                       | Kärntner Straße          | Kärntnerstraße           | Center, Kamnica, Koroška vrata | Quelle      |
| Krekova ulica                       | Kaiser-Straße            | Emil-Gugel-Straße        | Center                         | Quelle      |
| Pri parku                           | Kaiser-Joseph-Straße     | Kaiser-Josef-Gasse       | Center                         | Quelle      |
| Vojašniška ulica                    | Kasernen-Gasse           | Kaserngasse              | Center                         | Quelle      |
| Vojašniški trg                      | Kasernplatz              | 47er Platz               | Center                         | Quelle      |
| Miklošičeva ulica                   | Kasino-Gasse             | Ernst-Goll-Gasse         | Center                         | Quelle      |
| Principova ulica                    | Kernstock-Gasse          | Kernstockgasse           | Center (Melje)                 | Quelle      |
| Kremplova ulica                     | Khisl-Gasse              | Khislgasse               | Center (Melje)                 | Quelle      |
| Gosposvetska cesta                  | Kloster-Gasse            | Schönerer-Straße         | Center, Koroška vrata          | Quelle      |
| Tomšičeva ulica                     | Kokoschinegg-Straße      | Kokoschineggstraße       | Ivan Cankar                    | Quelle      |
| Einspielerjeva ulica                | Kriehuber-Gasse          | Kriehubergasse           | Center (Melje)                 | Quelle      |
| Ulica heroja Jevtiča                | Landwehr-Gasse           | Landwehrgasse            | Center (Melje)                 | Quelle      |
| Kajuhova ulica                      | Langer-Gasse             | Langergasse              | Koroška vrata                  | Quelle      |
| Usnjarska ulica                     | Lederer-Gasse            | Lederergasse             | Center                         | Quelle      |
| Linhartova ulica                    | Lenau-Gasse              | Lenaugasse               | Magdalena                      | Quelle      |
| Pristaniška ulica                   | Lend-Gasse               | Lendgasse                | Center                         | Quelle      |
| Pristan                             | Lend-Platz               | Lendplatz                | Center                         | Quelle      |
| Turnerjeva ulica                    | Linden-Gasse             | Dietrich Eckart Straße   | Koroška vrata                  | Quelle      |
| Trubarjeva ulica (Süd)              | Luther-Gasse             | Luthergasse              | Center                         | Quelle      |
| Cesta zmage                         | Magdalenen-Gasse         | Magdalenagasse           | Magdalena                      | Quelle      |
| Wilsonova ulica                     | Maltheser-Gasse          | Luschingasse             | Center (Melje)                 | Quelle      |
| Sodna ulica                         | Marien-Gasse             | Mariengasse              | Center                         | Quelle      |
| Meljska cesta                       | Mellinger Straße         | Mellingerstraße          | Center (Melje)                 | Quelle      |
| Minoritski prehod                   | Minoriten-Gasse          | Minoritengasse           | Center                         | Quelle      |
| Smetanova ulica                     | Mozart-Gasse             | Mozartstraße             | Koroška vrata                  | Quelle      |
| Mlinska ulica                       | Mühl-Gasse               | Mühlgasse                | Center                         | Quelle      |
| Ulica kneza Koclja                  | Nagy-Straße              | Nagystraße               | Center                         | Quelle      |
| Ulica heroja Staneta                | Park-Straße              | Parkstraße               | Ivan Cankar                    | Quelle      |
| Ulica Pariške komune                | Perko-Straße             | Perkostraße              | Magdalena                      | Quelle      |
| Orožnova ulica                      | Pfarrhof-Gasse           | Kernstockgasse           | Center                         | Quelle      |
| Jurčičeva ulica                     | Post-Gasse               | Edmund-Schmid-G.         | Center                         | Quelle      |
| Ulica heroja Šaranoviča             | Puff-Gasse               | Rudolf-Puff-Gasse        | Center (Melje)                 | Quelle      |
| Kacova ulica                        | Quergasse                | Quergasse                | Center                         | Quelle      |
| Kraljeviča Marka ulica              | Radetzky-Gasse           | Radetzkygasse            | Center (Melje)                 | Quelle      |
| Rotovški trg                        | Rathaus-Platz            | Rathausplatz             | Center                         | Quelle      |
| Glavni most                         | Reichsbrücke             | Alte Brücke              | Center, Magdalena              | Quelle      |
| Cankarjeva ulica                    | Reiser-Straße            | Reiserstraße             | Ivan Cankar                    | Quelle      |
| Jezdarska ulica                     | Reiter-Gasse             | Reitergasse              | Magdalena                      | Quelle      |
| Resljeva ulica                      | Ressel-Gasse             | Resselgasse              | Magdalena                      | Quelle      |
| Trdinova ulica                      | Rosegger-Gasse           | Roseggergasse            | Center (Melje)                 | Quelle      |
| Hitra cesta H2                      | Schaffner-Gasse          | Gaussgasse               | Center (Melje)                 | Quelle      |
| Gregorčičeva ulica (Ost)            | Schiller-Straße          | Schillerstraße           | Center                         | Quelle      |
| Industrijska ulica                  | Schlachthof-Gasse        | Schlachthofgasse         | Center (Melje)                 | Quelle      |
| Ključavničarska ulica               | Schlosser-Gasse          | Schlossergasse           | Center                         | Quelle      |
| Vodnikov trg                        | Schmid-Platz             | Schmidplatz              | Center                         | Quelle      |
| Strossmayerjeva ulica               | Schmiderer-Gasse         | Schmiderergasse          | Center                         | Quelle      |
| Ulica 10. oktobra                   | Schulgasse               | Schulgasse               | Center                         | Quelle      |
| Žički prehod                        | Seitzerhof-Gasse         | Seitzerhofgasse          | Center                         | Quelle      |
| Trg svobode                         | Sophien-Platz            | Sofienplatz              | Center                         | Quelle      |
| Trg Borisa Kidriča                  | Tappeiner-Platz          | Tappeinerplatz           | Center                         | Quelle      |
| Trg generala Maistra                | Tegetthoff-Platz         | Tegetthoff-Platz         | Center                         | Quelle      |
| Partizanska cesta                   | Tegetthoff-Straße        | Tegetthoffstraße         | Ivan Cankar                    | Quelle      |
| Gledališka ulica                    | Theater-Gasse            | Theatergasse             | Center                         | Quelle      |
| Ljubljanska ulica                   | Triester Straße          | Triesterstraße           | Magdalena                      | Quelle      |
| Oreško nabrežje                     | Überfuhr-Straße          | Kapschstraße             | Center (Melje)                 | Quelle      |
| Ob bregu                            | Ufer-Straße              | Uferstraße               | Koroška vrata                  | Quelle      |
| Vrbanska cesta                      | Urbani-Gasse             | Urbanustraße             | Koroška vrata                  | Quelle      |
| Vetrinjska ulica                    | Viktringhof-Gasse        | Viktringhofgasse         | Center                         | Quelle      |
| Mladinska ulica (West)              | Volksgarten-Straße       | Tauriskerstraße          | Koroška vrata                  | Quelle      |
| Tkalski prehod                      | Weber-Gasse              | Webergasse               | Center                         | Quelle      |
| Vinarska ulica                      | Weinbau-Gasse            | Weinbaugasse             | Koroška vrata                  | Quelle      |
| Za Kalvarijo                        | Weißer Weg               | Hinter dem Kalvarienberg | Center                         | Quelle      |
| Kopitarjeva ulica                   | Wieland-Gasse            | Wielandgasse             | Ivan Cankar                    | Quelle      |
| Ulica heroja Bračiča                | Wildenrainer-Gasse       | Wildenrainer-Gasse       | Center                         | Quelle      |
| Betnavska cesta                     | Windenauer Straße        | Windenauer Straße        | Magdalena                      | Quelle      |

## Karten und Ansichten von Maribor

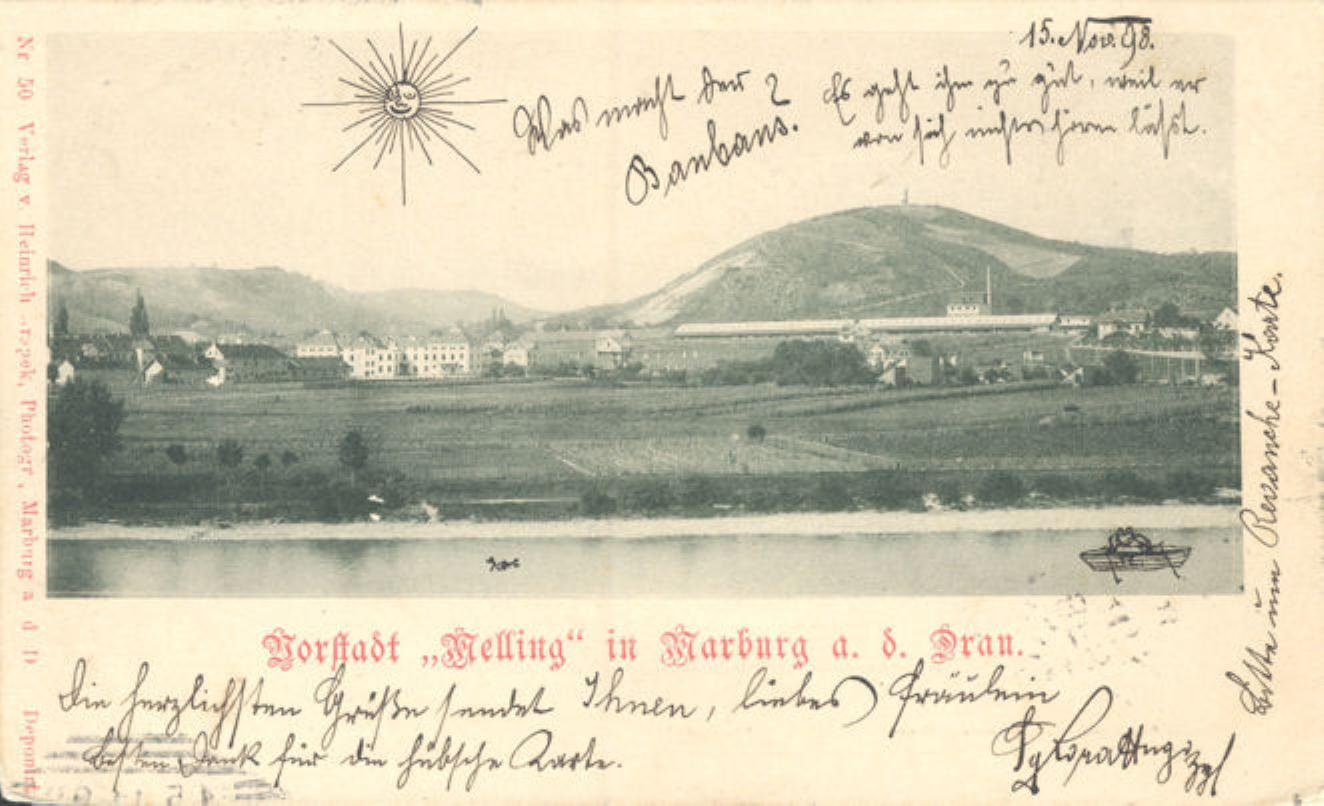
Melling 1898
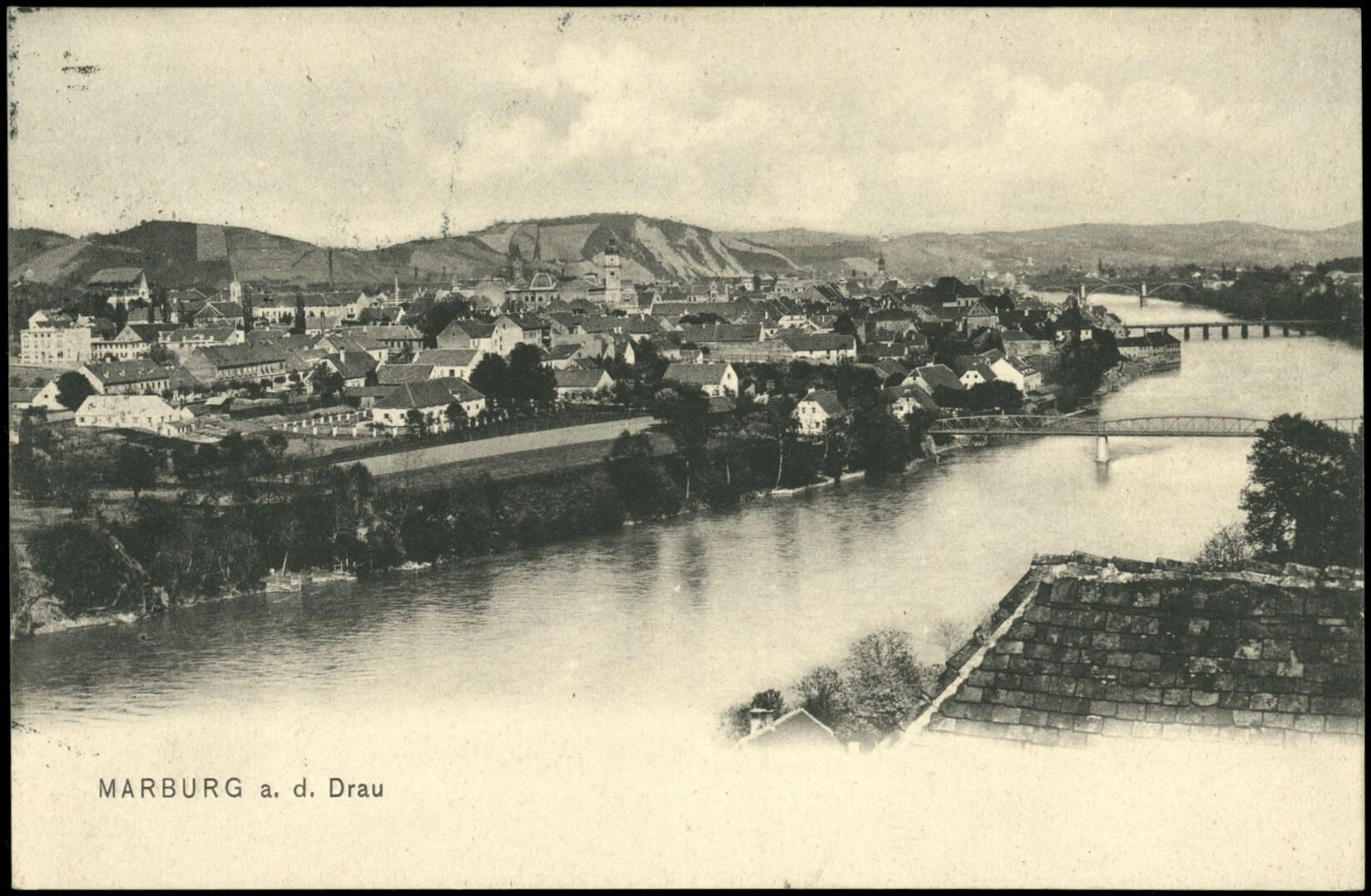
Marburg, Kärntner-Vorstadt etwa 1905 mit Stadt im Hintergrund
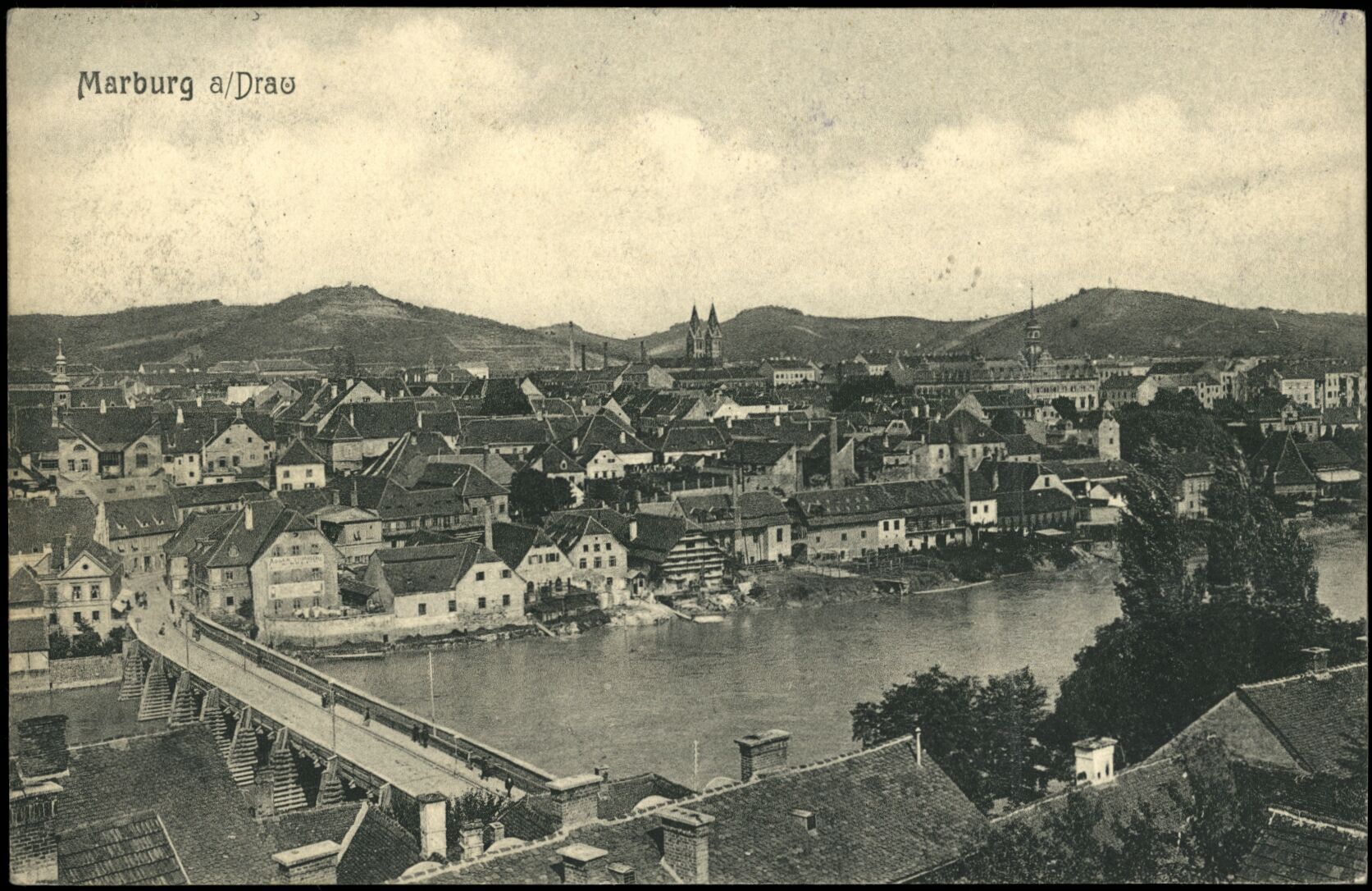
Marburg (I. Bezirk) vor 1907, Blick von der Magdalenen-Vorstadt
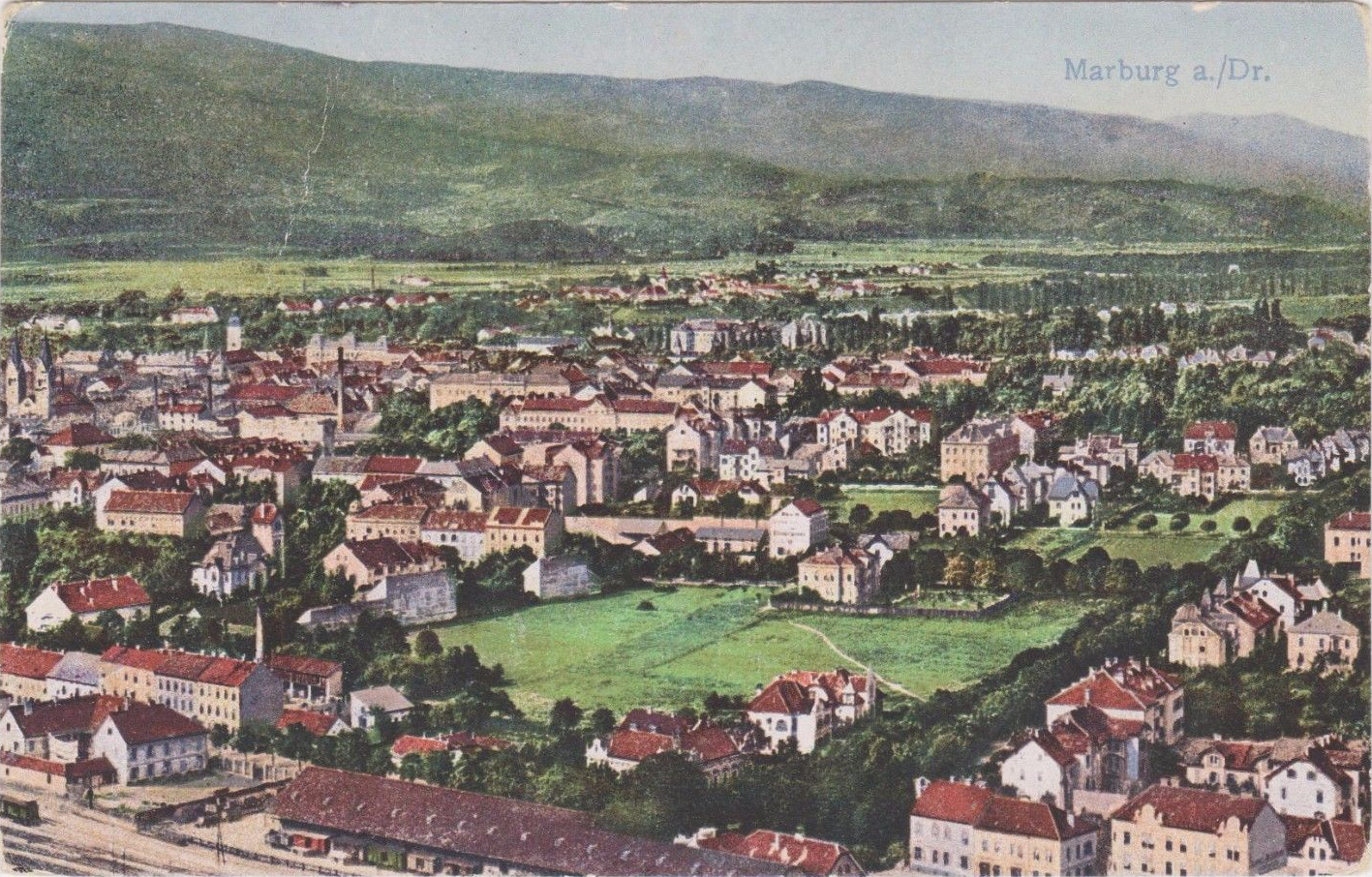
Marburg, Grazer-Vorstadt 1917